# Feyse Tadese

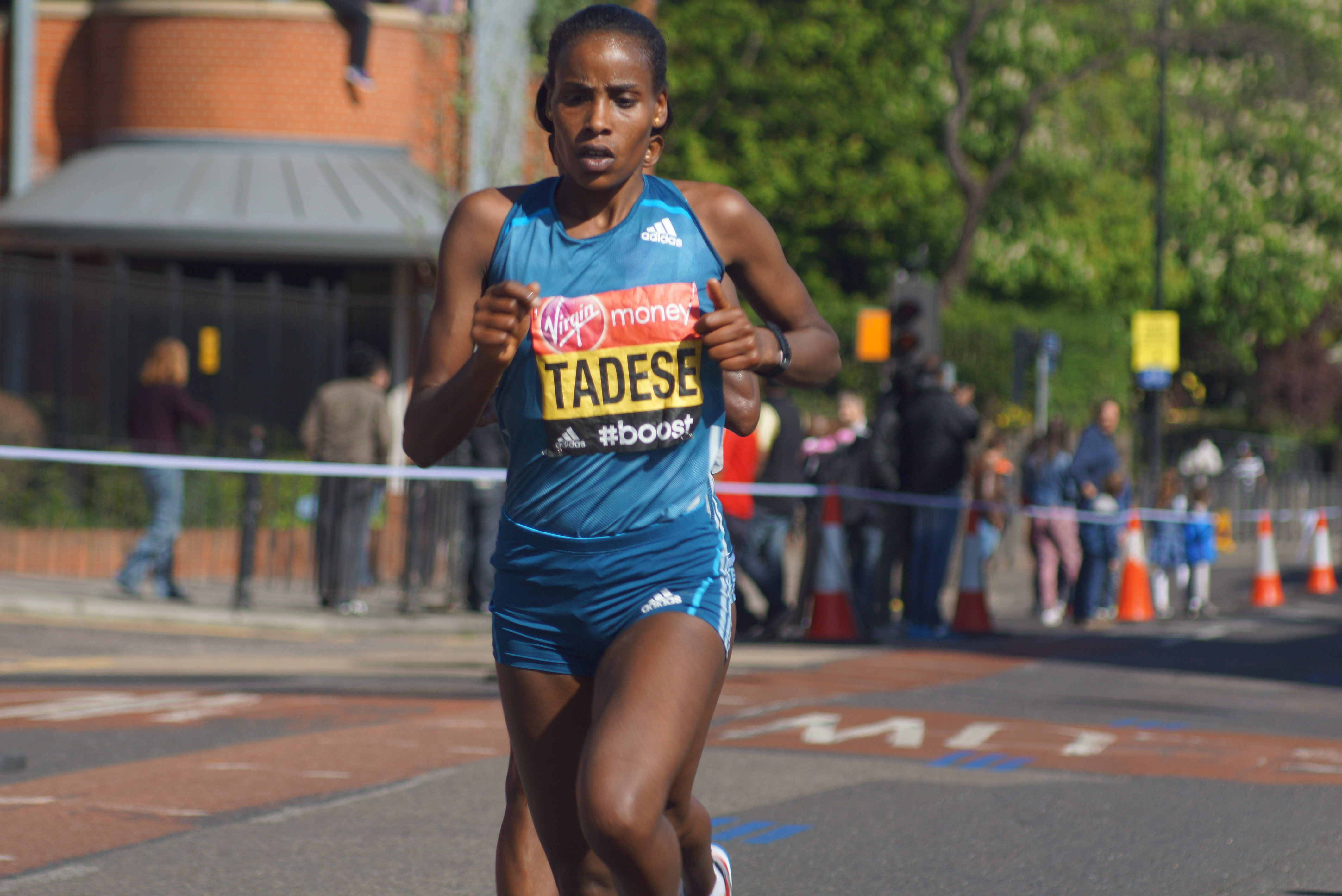
Feyse Tadesse beim London-Marathon 2014

Feyse Tadese (* 19. November 1988) ist eine äthiopische Langstreckenläuferin.
2009 wurde sie Zehnte beim Venedig-Marathon.
2010 wurde sie Siebte bei den Crosslauf-Weltmeisterschaften in Bydgoszcz und gewann Silber mit der äthiopischen Mannschaft. Nach Siegen bei den 15 km von Le Puy-en-Velay und beim Bologna-Halbmarathon wurde sie bei den Halbmarathon-Weltmeisterschaften in Nanning Vierte, auch hier gewann sie Team-Silber.
2012 gewann sie den Seoul International Marathon, 2013 den Paris-Marathon.
2014 wurde sie mit persönlicher Bestzeit Zweite beim Berlin-Marathon.
2018 war sie Zweite beim Dubai-Marathon in persönlicher Bestzeit von 2:19:30 h.

## Persönliche Bestzeiten
- 10.000 m: 32:29,07 min, 26. Juni 2010, Schukowski
- 10-km-Straßenlauf: 31:55 min, 15. Februar 2013, Ra’s al-Chaima
- 15-km-Straßenlauf: 48:36 min, 15. Februar 2013, Ra’s al-Chaima
- Halbmarathon: 1:08:35 h, 15. Februar 2013, Ra’s al-Chaima
- Marathon: 2:19:30 h, 26. Januar 2018, Dubai